# Ricanula guineensis
Ricanula guineensis är en insektsart som först beskrevs av George Willis Kirkaldy 1909.  Ricanula guineensis ingår i släktet Ricanula och familjen Ricaniidae. Inga underarter finns listade i Catalogue of Life.